# Cuzco (provincie)
Cuzco is een van de dertien provincies van Peru in de regio Cuzco, gelegen in het zuidelijk gebergte van Peru. De provincie heeft een oppervlakte van 617 km² en telt 450.095 inwoners (2015). De hoofdplaats van de provincie is het district Cuzco; vijf van de acht districten  vormen de stad (ciudad) Cuzco. Het is de kleinste provincie van de regio.

## Bestuurlijke indeling
De provincie Cuzco is verdeeld in acht districten, met elk een burgemeester, UBIGEO tussen haakjes.
- (080102) Ccorca[3]
- (080101) Cuzco, hoofdplaats van de provincie en deel van de stad (ciudad) Cuzco
- (080103) Poroy[4]
- (080104) San Jerónimo, deel van de stad (ciudad) Cuzco
- (080105) San Sebastián, deel van de stad (ciudad) Cuzco
- (080106) Santiago,  deel van de stad (ciudad) Cuzco
- (080107) Saylla
- (080108) Wanchaq, deel van de stad (ciudad) Cuzco

Acomayo · Anta · Calca · Canas · Canchis · Chumbivilcas · Cuzco · Espinar · La Convención · Paruro · Paucartambo · Quispicanchi · Urubamba